# Isla de Lobos (Río Negro, Uruguay)
Lobos es una de las islas más grandes del río Negro con 1.250 hectáreas (11 kilómetros cuadrados) de superficie  en la confluencia con el río Uruguay, en la República Oriental del Uruguay. 
Políticamente pertenece al departamento de Río Negro. Hasta el siglo XIX la isla era en realidad tres islotes unidos por bancos de arena, el mayor de los cuales era llamado isla del Vizcaíno al igual que la isla del otro lado del brazo Yaguarí del río Negro.
Las islas de Lobos y Vizcaíno fueron el sitio de desembarco de los primeros bovinos en la margen izquierda del río Uruguay. En 1611, Hernando Arias de Saavedra (Hernandarias) dejó allí terneras y toros con el propósito de reproducirlos. En condiciones muy propicias y sin enemigos naturales, los animales se propagaron rápidamente originando el actual rodeo uruguayo de exportación. La isla tuvo también un importante rol en la fundación de Villa Soriano, el primer asentamiento civil europeo en Uruguay.

## Origen del nombre
Isla de Lobos toma su nombre de los Lobos de río en sus costas. En un tiempo anidaban los actualmente extintos Lobos de río grandes (Ptenoura brasiliensis paraguensis), pero el nombre puede referirse también a los todavía abundantes Lobitos de río (Lontra longicaudis).

## Geografía
Lobos es una de las islas más grandes (1100 hectáreas) en el delta formado en la confluencia de los ríos Negro y Uruguay. Nacido en las sierras del Sur de Brasil el Río Negro recorre 750 km y al llegar a su desembocadura se abre en dos brazos que terminan en la Boca del Yaguarí al Noreste y Boca Falsa al Sudoeste, con la Isla de Lobos entre ambas. Cada lado de la isla triangular presenta distintos caudales: el brazo Yaguarí es un canal estrecho y profundo que puede cambiar de dirección cuando las aguas del Uruguay están altas, mientras que la Boca Falsa es muy ancha pero más llana, sólo navegable por embarcaciones de bajo calado. En el lado Oeste de la isla el río Uruguay es muy ancho, con un canal navegable con profundidad suficiente para el tráfico fluvial de los puertos cargueros río arriba o abajo: Fray Bentos y Nueva Palmira. Otras islas en el Delta son Yaguarí y Vizcaíno en la margen derecha del brazo Yaguarí y las islas Redonda, del Medio, Pepe Ladrón, Santiago Chico y Villeta en la Boca Falsa del Río Negro.
La isla presenta tres zonas geológicas diferenciadas. Los bañados (CONEAT 03.11) a lo largo del Río Uruguay son tierras bajas con un albardón costero que es superado por las crecientes y luego retiene las aguas. Las otras dos costas (CONEAT 03.2) son de elevación media, conformadas por antiguos sedimentos fluviales de arena y arcilla. Se inundan muy lentamente cuando el Río Uruguay crece mucho e impide el desagüe del Río Negro. Los suelos son muy fértiles y de drenaje pobre y están cubiertos de monte nativo fluvial y arbustos en forma de galería o parque. La pradera (CONEAT 03.3) es el nivel más alto debido a un basamento cristalino, con suelos fértiles, vegetación de pradera y árboles espaciados.
Isla de Lobos es accesible desde Montevideo o Buenos Aires tras cuatro horas de auto Villa Soriano y luego navegando el Río Negro 5 km río abajo. Hay acceso fluvial por el Río Uruguay río abajo desde Salto (Uruguay) o Concordia (Argentina) o río arriba desde Colonia del Sacramento (Uruguay) o Buenos Aires (Argentina) o por el Río Negro, que es navegable en sus últimos 80 km.

## Flora y Fauna
La isla es el extremo de la gran cuenca del Río Negro que divide el Uruguay en toda su extensión. Tanto el Río Negro como el Uruguay tienen sus nacientes en zonas tropicales y son corredores biológicos para especies animales y vegetales del interior del continente americano.
Las márgenes del Brazo del Yaguarí y del Río Negro están bordeadas de monte galería nativo. Los Ceibos (Erythrina crista-galli) son abundantes a lo largo de la playa de arena blanca al Suroeste de la isla, y se cubren de flores rojas cada primavera. Otros árboles en la primera línea contra el agua son los Sauces criollos (Salix humboltiana) y Espinillos (Acacia caven). A medida que el terreno sube suavemente hacia el interior, árboles y arbustos están más espaciados sobre un tapiz siempre verde (monte parque). Especies espinosas de madera dura de monte como Algarrobo (Prosopis nigra), Ñandubay (Prosopis algarrobilla) y Coronilla (Scutia buxiflora) crecen junto a la ocasional palma Caranday (Trithrinax campestris).
El área de humedal presenta asociaciones herbáceas de plantas heliófilas como la Paja mansa (Panicum prionitis) o la Paja brava (Cortaderia sellowiana) con plantas más bajas como la verbena (Senecio bonariensis) o juncos (Tipha angustifolia) en las aguas bajas. La Boca Yaguarí tiene abundante vegetación acuática dominada por los Camalotes (Eichornia crassipes). Pequeños mamíferos, roedores, reptiles, insectos, arácnidos y crustáceos prosperan en el humedal conformando un ecosistema completo.
Las aves son abundantes en Isla de Lobos, asociadas a los distintos ambientes. Son de destacar: Cisnes de cuello Negro (Cygnus melancorypus) y Biguá víbora (Anhinga anhinga) en la costa del Río Uruguay; Gavilán de patas largas (Geranospiza caerulescens flexipes) y Espátula rosada (Ajaia ajaja) en los bañados; Chorlito de collar (Charadius collaris) y Martín Pescador (Chloroceryle americana mathewsii) en playas y montes ribereños; Trepador grande (Drymornis bridgesii) y Cardenal (Paroaria coronata) en el monte nativo.
El Río Negro registra más de 120 especies de peces, algunos exclusivos de su cuenca. La confluencia con el Río Uruguay es un pasaje obligado para especies migratorias de gran tamaño como Surubí (Pseudoplatystuma corruscans), Dorado (Salminus brasiliensis), Tararira arco iris (Hoplias lacerdae), Sábalo (Prochilodus lineatus) y Boga (Leposinus obtusidens), todas muy buscadas por los pescadores deportivos. Esas especies y otras de valor comercial sustentan la pesca artesanal local.

## Historia

### Habitantes prehispánicos
El hombre habitó las riberas del Río Uruguay desde su aparición en esta región de Sudamérica. Utensilios cerámicos hallados en la confluencia entre el río Uruguay y el río Negro fueron datados más de 3000 años antes del presente, cuando el nivel del mar era unos 6 metros más alto. Un segundo tipo de cerámica de 2000 años A.P. corresponde a sociedades de economía fluvial identificadas con la etnia chaná, mientras que hallazgos posteriores marcan la presencia de grupos Tupí-guaraní en contacto con españoles y portugueses.
La presencia europea en la región data del siglo XVI. En 1520, el capitán Juan Rodríguez Serrano al mando de la carabela Santiago de la Armada de Malaca de Fernando de Magallanes ingresó al Río de la Plata, pero no fue sino hasta 1527 que Sebastián Gaboto se internó río arriba hasta un poco más allá del Río Negro antes de retornar y establecer un fuerte en el Río San Salvador.

### Introducción del ganado en la Banda Oriental
Los territorios al este del río Uruguay (la Banda Oriental) tuvieron escasa presencia europea hasta el siglo XVII. En 1607, el Gobernador de Paraguay Hernando Arias de Saavedra (Hernandarias) se embarcó en Santa Fe para explorar el Río Uruguay en busca de cañas, madera y carbón, Reportó al Rey Felipe III de España la existencia de tierras notablemente aptas para la cría de ganado y la explotación agrícola, y recomendó su colonización para la Corona. El Rey no siguió su consejo pero en 1610 otorgó a Hernandarias dos islas sobre el Río Negro como recompensa por sus servicios: las actuales Isla de Lobos y Vizcaíno.
En 1611 Hernandarias desembarcó en sus islas cincuenta vacas y algunos toros traídas de su estancia en Santa Fe, y acordó con los indígenas que no matarían los animales preñados. Repitió la operación de 1614 con otras cincuenta vacas y otro tanto en la isla San Gabriel en el Río de la Plata. En 1628 Hernandarias reclamó al Rey Felipe IV de España la propiedad exclusiva de todo el ganado al Este del Río Uruguay.
Este rodeo original descendía de animales traídos a América desde Zárate (España) a la estancia Terija en Alto Perú y de ahí hasta Asunción. Eran de la raza hispano-americana Sansón: de cuerpo grande, color oscuro y cuernos largos, análogos a los actuales Miura. Con agua y comida en abundancia y sin enemigos naturales a excepción de los humanos, los animales se reprodujeron rápidamente y pronto se expandieron a todo el territorio del actual Uruguay. Fueron la base de lo que hasta hoy es el principal rubro de exportación del país.

### Fundación de Santo Domingo Soriano
La Isla de Lobos fue también el lugar de fundación del primer asentamiento europeo permanente en la Banda Oriental. En 1624 el franciscano Fray Juan de Vergara fundó la Reducción San Francisco de los Olivares en el Yaguarí Miní (boca entre las islas Lobos y Vizcaíno), siguiendo órdenes de Fray Bernardino de Guzmán, vicario provincial de Paraguay y Tucumán. La Reducción fue poblada con indígenas Chaná, criollos de Paraguay y un corregidor castellano, pero fue abandonada después de unos años.

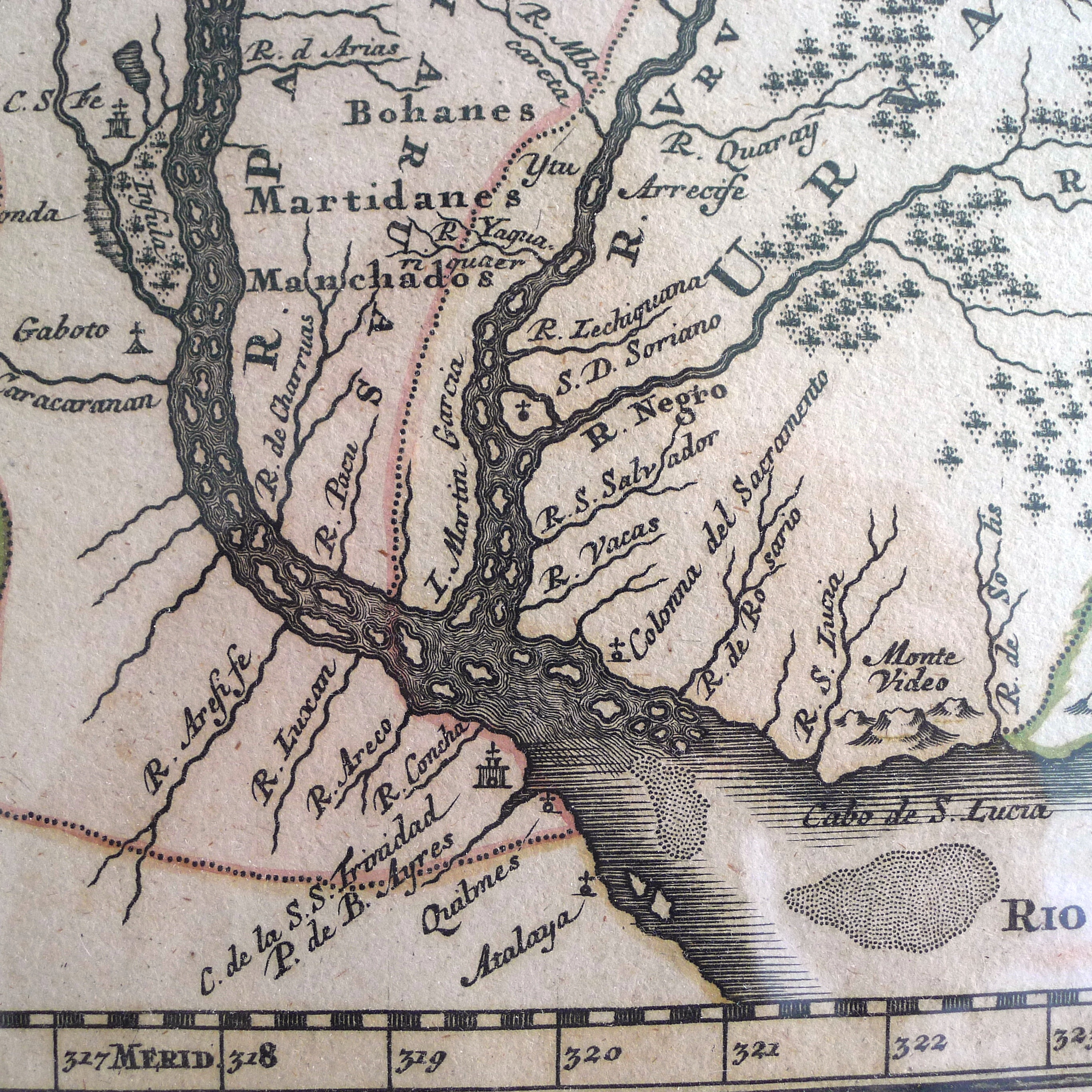
Fragmento de mapa de las Provincias Paraguayas publicado por Matthäus Seutter (1740) donde aparece Isla de Lobos y Santo Domingo Soriano.

El Capitán José Bermúdez fortificó el viejo asentamiento en 1702, y sirvió de plaza de aprovisionamiento durante la guerra contra Portugal de 1704. Más tarde el lugar recibió la población trasladada desde la reducción Chaná-Charrúa Santo Domingo Soriano, fundada en 1664 en la otra margen del Río Uruguay. Como consecuencia de inundación extraordinaria, en 1708 el Teniente José Gómez firmó un documento de trasladación que solicitaba al Rey permiso para trasladar el pueblo. La mudanza de Santo Domingo Soriano río arriba hasta la ubicación actual en el Río Negro se concretó finalmente en 1718. La fundación precedió a la de Colonia del Sacramento por más de cincuenta años.

### Período colonial y primeros años del Uruguay independiente
En tiempos de caminos casi inexistentes, las comunicaciones eran mayoritariamente fluviales y la confluencia de los dos mayores ríos de la Banda Oriental era un lugar estratégico. En los primeros años de colonización la margen derecha del río Uruguay era proveedora de carbón, leña y cañas para las crecientes ciudades de la otra orilla. Luego de algo pacificados los indios comenzó la exportación de barriles de aguas del río Negro hacia España, apreciadas por sus supuestas propiedades curativas. Durante las luchas por la independencia del Uruguay, numerosos episodios comenzaron en la zona. José Artigas vivió en Villa Soriano (1790-1804), el Grito de Asencio (28 de febrero de 1811)ocurrió pocos kilómetros río Negro arriba, mientras que la cruzada independentista de los Treinta y Tres Orientales (19 de abril de 1825) desembarcó en Playa de la Agraciada, río Uruguay abajo y la Batalla del Rincón, su primera victoria militar significativa (23 de septiembre de 1825) se inició con la captura de 8.000 caballos encerrados por las tropas brasileñas en el "rincón" formado por los ríos Negro y Uruguay.. En 1826 durante la Guerra del Brasil hubo un enfrentamiento en el brazo Yaguarí, entre la escuadra argentina y la Tercera División Imperial brasileña, que marcó el inicio de las operaciones que culminaron en la Batalla de Juncal. Ya en la nación independiente, durante la Guerra Grande (1839-1851) la isla de Lobos sirvió de refugio a la facción colorada.

### Navegación fluvial en el río Negro
A comienzos del siglo XX existieron rutas regulares de transporte de pasajeros a lo largo del Río Negro. Barcos de poco calado transportaban viajeros hasta la Boca del Yaguarí donde esperaban por las embarcaciones mayores que hacían la carrera Salto-Buenos Aires. El abordaje se hacía en el canal del Río Uruguay y muchas veces era incierto porque el buque esperado no se detenía o peligroso por las condiciones del río en días de viento. Al menos dos naufragios ocurrieron frente a Isla de Lobos: el pailebote Donato (1896) y el pailebote Ella (1901). El transporte de carga también era intenso en el área en los siglos XIX y XX, cuando Villa Soriano era el mayor puerto exportador de ganado en pie del país y una estación de baños curativos.

## Producción
Lobos sigue dedicada a la cría de ganado a campo abierto hasta el día de hoy. Los humedales se mantienen como reserva natural, lo mismo que el monte nativo en las costas, con raleo selectivo para dar sombra y abrigo. Los bañados aseguran una abundante reserva de agua dulce en grandes sequías mientras que las praderas altas se mantienen por encima del nivel del agua aún en crecientes extraordinarias como la de 1959 cuando sirvieron de refugio. Los animales pastan libremente supervisados de a caballo.

## Turismo
Isla de Lobos está comprendida en el programa del Ministerio de Turismo Corredor de los Pájaros Pintados, que toma su nombre de la interpretación poética de la voz guaraní Uruguay. El programa reforzó la infraestructura turística de los departamentos a lo largo del Río Uruguay y promociona atractivos y actividades regionales en deportes, gastronomía, fiestas tradicionales y eventos populares. Villa Soriano es el primer punto de desembarco en el Río Negro: el histórico muelle de madera fue restaurado y equipado para embarcaciones deportivas.

### Deportes náuticos

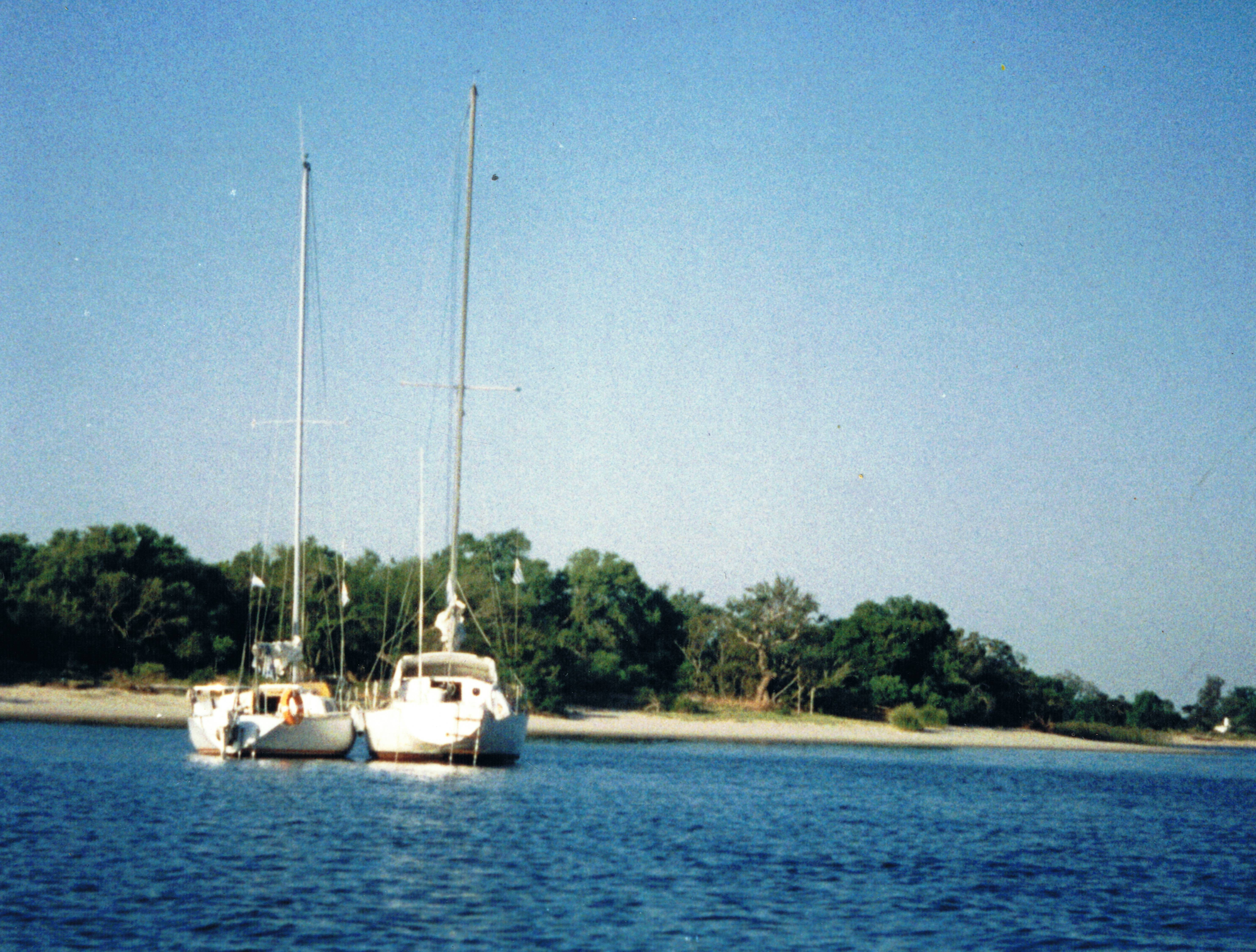
Veleros fondeados en Boca Falsa frente a la playa sur de Isla de Lobos

La navegación deportiva en los ríos Negro y Uruguay tiene lugar durante todo el año pero es especialmente popular en verano. Además de embarcaciones de todo tipo y tamaño que viajan en solitario, regularmente se organizan regatas y travesías desde las marinas de Uruguay o Argentina, tanto río arriba como abajo. El Brazo del Yaguarí y el Río Negro en la Boca Falsa son fondeaderos favoritos para excursiones del día o para esperar condiciones favorables para ingresar al Río Uruguay. También son frecuentes las travesías en canoa o kayak, lo mismo que los simples paseos con guías locales.

### Pesca deportiva
El encuentro entre los ríos Negro y Uruguay es un lugar propicio para la pesca deportiva. Las diferencias en velocidad del caudal de agua, profundidad del fondo, composición química y salinidad de las aguas ofrecen variedad de condiciones de pesca y las especies correspondientes. Son particularmente apreciados el Surubí y la Tararira arco iris para la pesca por trolling y el dorado para la pesca con señuelo desde la costa o embarcado. Regularmente se organizan excursiones de pesca y hay guías locales especializados en Villa Soriano.

### Playa, observación de aves, caminatas de interpretación natural, cabalgatas
Isla de Lobos es una estancia privada, pero con permiso de los dueños es posible disfrutar de la playa de arena blanca en la Boca Falsa, cabalgata en los humedales, caminata en la pradera o en el monte nativo u observación de aves en los diferentes ambientes naturales.